# Черемха (гміна)
Гміна Черемха (пол. Gmina Czeremcha) — сільська гміна у східній Польщі. Належить до Гайнівського повіту Підляського воєводства. Адміністративний центр — село Черемха.
Станом на 31 грудня 2011 у гміні проживало 3501 особа.

## Територія
Згідно з даними за 2007 рік площа гміни становила 96.73 км², у тому числі:
- орні землі: 48.00 %
- ліси: 43.00 %

Таким чином, площа гміни становить 5.96 % площі повіту.

## Населення
Станом на 31 грудня 2011:
| Опис     | Загалом | Загалом | Чоловіки | Чоловіки | Жінки | Жінки |
| -------- | ------- | ------- | -------- | -------- | ----- | ----- |
| одиниця  | осіб    | %       | осіб     | %        | осіб  | %     |
| все      | 3501    | 100     | 1715     | 48.99    | 1786  | 51.01 |
| міське   | 0       | 100     | 0        |          | 0     |       |
| сільське | 3501    | 100     | 1715     | 48.99    | 1786  | 51.01 |

## Сусідні гміни
Гміна Черемха межує з такими гмінами: Кліщелі, Милейчиці, Нурець-Станція.